# 2695 Christabel
2695 Christabel è un asteroide della fascia principale del diametro medio di circa 14,61 km. Scoperto nel 1979, presenta un'orbita caratterizzata da un semiasse maggiore pari a 2,7097920 UA e da un'eccentricità di 0,0778984, inclinata di 14,87492° rispetto all'eclittica.